# Крістіан Яані
Крістіан Яані (ест. Kristian Jaani; нар. 11 грудня 1976, Таллінн, Естонія) — естонський політик та поліцейський. Міністр внутрішніх справ Естонії з 26 січня 2021 до 3 червня 2022 року. У січні 2021 року Центристська партія Естонії номінувала його як незалежного кандидата. Увійшов до її складу 9 червня 2021 року.

## Біографія
Закінчив Академію МВС 1999 року за спеціальністю «поліція», а 2014 року — за спеціальністю «внутрішня безпека».

## Кар'єра
У 1997—2002 рр. — працював у Департаменті поліції.
У 2002—2003 рр. — керівник відділу в Департаменті поліції.
У 2003—2007 рр. — керівник відділення в Департаменті поліції.
У 2007—2013 рр. — керівник бюро в Департаменті поліції та прикордонної охорони.
У 2013—2012 рр. — префект у Департаменті поліції та прикордонної охорони.
З 26 січня 2021 до 3 червня 2022 року — міністр внутрішніх справ Естонії.
3 червня 2022 року Кая Каллас відкликала сімох міністрів із Центристської партії після того як центристи разом із депутатами EKRE відхилили під час голосування у парламенті проєкт про переведення початкової освіту на естонську. Серед міністрів, які втратили посаду, був і Яані як міністр від Центристської партії.

## Приватне життя
Одружений, має двох дітей.

## Нагороди
- Орден Орлиного хреста IV ступеня (2008)[5].